# バーチュオシティ
『バーチュオシティ』（原題：Virtuosity）は、1995年に製作されたアメリカ合衆国のSFアクション映画作品。

## 登場人物
パーカー・バーンズ
演 - デンゼル・ワシントン
囚人。妻子を殺害された過去を持つ。
マディソン・カーター
演 - ケリー・リンチ
博士。コクランにパーカーの心理分析を頼まれる。
シド6.7
演 - ラッセル・クロウ
人工知能。
リンデンメイヤー
演 - スティーブン・スピネラ
博士。
ウィリアム・コクラン
演 - ウィリアム・フォーサイス
本部長。マディソンに心理分析の仕事を頼む。
エリザベス・ディーン
演 - ルイーズ・フレッチャー
所長。計画を認めていない。
ウォレス
演 - ウィリアム・フィクトナー
システム開発責任者。
ジョン・ドノヴァン
演 - コスタス・マンディロア
バーンズの相棒。実験に失敗して心肺停止になり死亡。
マシュー・グライムズ
演 - クリストファー・マレー
テロリスト。
カリン・カーター
演 - ケイリー・クオコ
マディソンの娘。
リンダ・バーンズ
演 - マリー・モロー
パーカーの妻。
クリスティン・バーンズ
演 - ミラクル・ヴィンセント
パーカーの娘。
シーラ3.2
演 - ハイジ・シャンツ
人工知能。
クライド・ライリー
演 - ケヴィン・J・オコナー
急進派の研究員。

## キャスト
| 役名                       | 俳優                     | 日本語吹替 | 日本語吹替   |
| 役名                       | 俳優                     | ソフト版   | フジテレビ版 |
| -------------------------- | ------------------------ | ---------- | ------------ |
| パーカー・バーンズ警部補   | デンゼル・ワシントン     | 原康義     | 江原正士     |
| マディソン・カーター博士   | ケリー・リンチ           | 叶木翔子   | 宮寺智子     |
| シド6.7                    | ラッセル・クロウ         | 大塚芳忠   | 大塚芳忠     |
| リンデンメイヤー博士       | スティーブン・スピネラ   | 伊藤和晃   | 鈴置洋孝     |
| ウィリアム・コクラン本部長 | ウィリアム・フォーサイス | 城山堅     | 羽佐間道夫   |
| エリザベス・ディーン所長   | ルイーズ・フレッチャー   | 野沢由香里 | 此島愛子     |
| ウォレス                   | ウィリアム・フィクトナー | 仲野裕     | 谷口節       |
| ジョン・ドノヴァン         | コスタス・マンディロア   | 星野充昭   | 金尾哲夫     |
| マシュー・グライムズ       | クリストファー・マレー   | 星野充昭   | 内田直哉     |
| シーラ3.2                  | ハイジ・シャンツ         |            |              |
| クライド・ライリー         | ケヴィン・J・オコナー    | 喜多川拓郎 | 岩崎ひろし   |
| カリン・カーター           | ケイリー・クオコ         | 近藤玲子   | 本間ゆかり   |
| リンダ・バーンズ           | マリー・モロー           | 佐藤しのぶ | 小林優子     |
| クリスティン・バーンズ     | ミラクル・ヴィンセント   | 近藤玲子   | 喜田あゆみ   |

## スタッフ

### 日本語吹替版
|      | ソフト版         | フジテレビ版     |
| ---- | ---------------- | ---------------- |
| 翻訳 | 桜井裕子         | 栗原とみ子       |
| 演出 | 蕨南勝之         | 木村絵理子       |
| 調整 | 東北新社スタジオ | 宇田川享子       |
| 効果 |                  | サウンドボックス |
| 制作 | 東北新社         | 東北新社         |